# Еммі (премія, 2017)
69-а церемонія вручення Прайм-тайм премії «Еммі» (англ. 69th Annual Primetime Emmy Awards) — головна телевізійна премія США, яка нагороджує найкращі телепрограми року, що виходять у прайм-тайм з 1 червня 2016 року по 31 травня 2017 року. Вручення премій відбулося 22 вересня 2017 у Microsoft Theater у Лос-Анджелесі, а ведучим виступив комік Стівен Кольбер..